# NGC 6967
NGC 6967 is een spiraalvormig sterrenstelsel in het sterrenbeeld Waterman. Het hemelobject werd op 27 augustus 1857 ontdekt door de Ierse astronoom William Parsons.

## Synoniemen
- UGC 11630
- MCG 0-53-6
- ZWG 374.18
- IRAS 20450+0013
- PGC 65385